# Rozwój społeczny
Rozwój społeczny – ukierunkowany proces społeczny, w wyniku którego następuje ciągły wzrost zmiennych, istotnych dla funkcjonowania danego społeczeństwa czy społeczności.
Ukierunkowany ciąg rozwoju zmian korzystnych dla danej zbiorowości określa się jako postęp społeczny. Przeciwieństwem tego pojęcia jest ciąg niekorzystnych zmian w życiu danej zbiorowości, określany jako regres społeczny.